# Holden (Virginia Occidentale)
Holden è un census-designated place (CDP) degli Stati Uniti d'America, situato nello stato della Virginia Occidentale, nella contea di Logan.